# Becky Downie
Rebecca Lauren „Becky“ Downie (* 24. Januar 1992 in Nottingham) ist eine britische Kunstturnerin. 

## Karriere
Im Alter von sieben Jahren begann sie ihre Karriere beim Bigwood Gymnastics Club und wechselte dann zum Notts Gymnastic Club. Bei den Europameisterschaften 2010 gewann sie Silber im Team. 2006 bei den Commonwealth Games gewann sie Silber im Team und Bronze am Balken.